# Henri III de Münsterberg-Œls
Henri III de Münsterberg-Oels (également: Henri III de Poděbrady, Henry III de Bernstadt; allemand : Heinrich III. von Podiebrad; tchèque : Jindřich III-Minstrbersko Olešnický; 29 avril 1542, Oleśnica – 10 avril 1587 ibid.) fut duc de Münsterberg de 1565 à 1569 et  duc de Bernstadt jusqu'en 1574. Il porte aussi le titre de comte de Glatz.

## Biographie
Les parents d'Henri sont Henri II de Münsterberg et d'Oels et Marguerite, fille de  Henri V de Mecklembourg-Schwerin.
Quand son père meurt en 1548, Henri n'est âgé que de six ans, et il se trouve placé sous la régence de son oncle Jean, qui prend lui-même le titre de « Duc de Bernstadt » de 1548 jusqu'à sa mort. En 1565 à la mort de son oncle Henri III reçoit le Duché de Bernstadt. Comme il est excessivement endetté il doit en 1574, vendre l'ensemble du duché y compris le château et plusieurs villages à la famille von Schindel. Henri III qui avait épousé Magdeleine Meseritsch de Lomnitz (tchèque : Magdaléna Mezeřícká z Lomnice), meurt sans enfants en 1587. Le Duché de Bernstadt ne sera réacquis qu'en 1604 par le frère d'Henri III Charles II.

## Source
- (en) Cet article est partiellement ou en totalité issu de l’article de Wikipédia en anglais intitulé « Henry III, Duke of Münsterberg-Oels » (voir la liste des auteurs), édition du 11 juillet 2014.
- Anthony Stokvis, Manuel d'histoire, de généalogie et de chronologie de tous les États du globe, depuis les temps les plus reculés jusqu'à nos jours, préf. H. F. Wijnman, éditions Brill Leyde 1890-1893, réédition 1966, volume III, chapitre VIII « Généalogie de la maison de Poděbrad »  tableau généalogique n° 17.
- (en) & (de) Peter Truhart, Regents of Nations, K. G Saur Münich, 1984-1988 (ISBN 359810491X), Art. « Münsterberg » p. 2452-2453 & Art. « Oels + Bernstadt, Kosel, Wartenberg », p.  2453.